# Neeraj Ghaywan
Pour les articles homonymes, voir Ghaywan.
Neeraj Ghaywan, né à Hyderabad (Inde) en 1980, est un scénariste et réalisateur indien actif dans le cinéma hindi.

## Filmographie

### Au cinéma
- 2011 : Shor (Noise) (aussi scénario)
- 2013 : The Epiphany (aussi scénario)
- 2013 : Shorts
- 2015 : Masaan
- 2025 : Homebound (en)

## Distinctions
- Masaan
  - Festival de Cannes : 
    - Un certain regard : 
      - prix de l'avenir et prix FIPRESCI
      - nomination au prix Un certain regard

    - nomination pour la Caméra d'or